# Boxeo en los XXI Juegos Centroamericanos y del Caribe
Se detallan los resultados de las competiciones deportivas para la especialidad de Boxeo
en los XXI Juegos Centroamericanos y del Caribe.

## Boxeo
El campeón de la especialidad Boxeo fue  Puerto Rico.

### Medallero
Los resultados del medallero por información de la Organización de los Juegos Mayagüez 2010
fueron:

#### Medallero Total
País anfitrión en negrilla. La tabla se encuentra ordenada por la cantidad de medallas de oro.
| Núm.  | País                  | Oro | Plata | Bronce | Total | Orden por Total |
| ----- | --------------------- | --- | ----- | ------ | ----- | --------------- |
| 1     | Puerto Rico           | 7   | 0     | 0      | 7     | 1               |
| 2     | Colombia              | 2   | 3     | 0      | 5     | 3               |
| 3     | México                | 1   | 1     | 3      | 5     | 3               |
| 4     | Bahamas               | 1   | 0     | 0      | 1     | 11              |
| 5     | República Dominicana  | 0   | 2     | 5      | 7     | 1               |
| 6     | Guatemala             | 0   | 2     | 1      | 3     | 5               |
| 7     | Trinidad y Tobago     | 0   | 1     | 2      | 3     | 5               |
| 8     | Venezuela             | 0   | 1     | 1      | 2     | 7               |
| 9     | Antillas Neerlandesas | 0   | 1     | 0      | 1     | 11              |
| 10    | Guyana                | 0   | 0     | 2      | 2     | 7               |
| 10    | Nicaragua             | 0   | 0     | 2      | 2     | 7               |
| 10    | Panamá                | 0   | 0     | 2      | 2     | 7               |
| 13    | Barbados              | 0   | 0     | 1      | 1     | 11              |
| 13    | Costa Rica            | 0   | 0     | 1      | 1     | 11              |
| 13    | El Salvador           | 0   | 0     | 1      | 1     | 11              |
| 13    | Jamaica               | 0   | 0     | 1      | 1     | 11              |
| TOTAL | TOTAL                 | 11  | 11    | 22     | 44    |                 |

Fuente: Organización de los XXI Juegos Centroamericanos y del Caribe

#### Medallero por Género
País anfitrión en negrilla. La tabla se encuentra ordenada por la cantidad de medallas de oro.
| Clasificación por Oro | País                  | Hombres | Hombres | Hombres | Hombres | Mujeres | Mujeres | Mujeres | Mujeres | TOTAL | Clasificación por Total |
| Clasificación por Oro | País                  |         |         |         | Total   |         |         |         | Total   | TOTAL | Clasificación por Total |
| 1                     | Puerto Rico           | 7       | 0       | 0       | 7       | 0       | 0       | 0       | 0       | 7     | 1                       |
| 2                     | Colombia              | 2       | 3       | 0       | 5       | 0       | 0       | 0       | 0       | 5     | 3                       |
| 3                     | México                | 1       | 1       | 3       | 5       | 0       | 0       | 0       | 0       | 5     | 3                       |
| 4                     | Bahamas               | 1       | 0       | 0       | 1       | 0       | 0       | 0       | 0       | 1     | 11                      |
| 5                     | República Dominicana  | 0       | 2       | 5       | 7       | 0       | 0       | 0       | 0       | 7     | 1                       |
| 6                     | Guatemala             | 0       | 2       | 1       | 3       | 0       | 0       | 0       | 0       | 3     | 5                       |
| 7                     | Trinidad y Tobago     | 0       | 1       | 2       | 3       | 0       | 0       | 0       | 0       | 3     | 5                       |
| 8                     | Venezuela             | 0       | 1       | 1       | 2       | 0       | 0       | 0       | 0       | 2     | 7                       |
| 9                     | Antillas Neerlandesas | 0       | 1       | 0       | 1       | 0       | 0       | 0       | 0       | 1     | 11                      |
| 10                    | Guyana                | 0       | 0       | 2       | 2       | 0       | 0       | 0       | 0       | 2     | 7                       |
| 10                    | Nicaragua             | 0       | 0       | 2       | 2       | 0       | 0       | 0       | 0       | 2     | 7                       |
| 10                    | Panamá                | 0       | 0       | 2       | 2       | 0       | 0       | 0       | 0       | 2     | 7                       |
| 13                    | Barbados              | 0       | 0       | 1       | 1       | 0       | 0       | 0       | 0       | 1     | 11                      |
| 13                    | Costa Rica            | 0       | 0       | 1       | 1       | 0       | 0       | 0       | 0       | 1     | 11                      |
| 13                    | El Salvador           | 0       | 0       | 1       | 1       | 0       | 0       | 0       | 0       | 1     | 11                      |
| 13                    | Jamaica               | 0       | 0       | 1       | 1       | 0       | 0       | 0       | 0       | 1     | 11                      |
| TOTAL                 | TOTAL                 | 11      | 11      | 22      | 44      | 0       | 0       | 0       | 0       | 44    |                         |

Fuente: Organización de los XXI Juegos Centroamericanos y del Caribe